# Bonny (canción)
«Bonny» es una canción instrumental realizada por el grupo australiano de hard rock AC/DC, basado en la canción tradicional escocesa The Bonnie Banks o' Loch Lomond. 
Fue grabada originalmente por la banda en 1976 bajo el nombre de Fling Thing, y fue lanzada como el lado B del sencillo Jailbreak y más recientemente, en el box set de 2009, Backtracks.
Después de la muerte del cantante Bon Scott, la canción sigue siendo destacada en los recitales en vivo de la banda, aunque sólo en aquellos que tienen lugar en Escocia, posiblemente como un homenaje a él. 
Una versión de la canción con el título alternativo de Bonny fue presentada en el álbum en vivo de AC/DC Live: 2 CD Collector's Edition, grabado en la única fecha de Escocia de The Razors Edge World Tour en Donington. Si se escucha con atención, se puede escuchar a los fanes cantar la letra durante ese concierto.

## Personal
- Bon Scott – voz (versión de 1976)
- Brian Johnson – voz (versión de 1992)
- Angus Young – guitarra
- Malcolm Young – guitarra rítmica
- Cliff Williams – bajo
- Chris Slade – batería